# Rewolucja meksykańska

Kolorem czerwonym i zielonym zaznaczono obszary opanowane przez oddziały Villi i Zapaty w 1915 r.

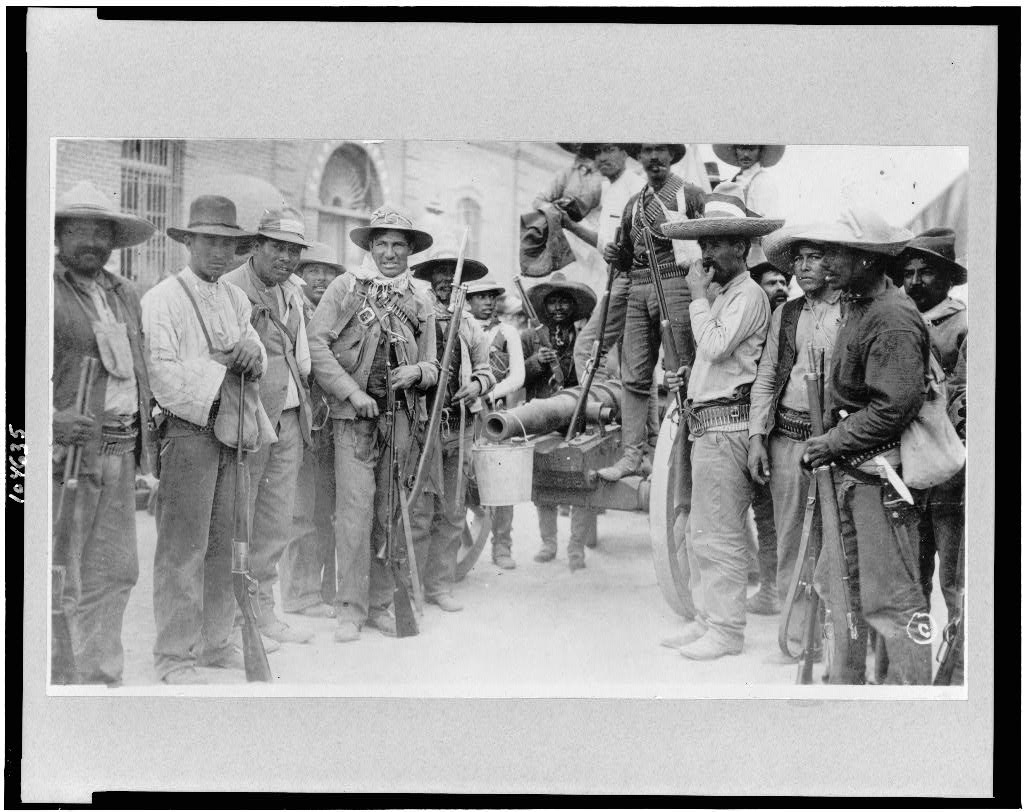
Rewolucjoniści z działem

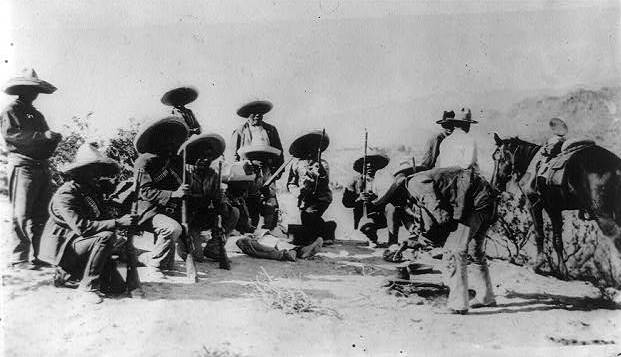
Rewolucjoniści

Rewolucja meksykańska – ogólna nazwa okresu w historii Meksyku w latach 1910–1920, w którym doszło do głębokich zmian społecznych i politycznych zakończonych uchwaleniem obowiązującej do dzisiaj konstytucji. Choć w rewolucji brali udział przedstawiciele wszystkich warstw społecznych, jej symbolami stali się chłopscy przywódcy Pancho Villa i Emiliano Zapata.

## Geneza
Przed 1910 rokiem Meksyk pozostawał pod autorytarnymi rządami Porfirio Díaza, bez istotnego wpływu na władzę pozostawały burżuazja i klasa średnia. Istniał konflikt między ziemiaństwem a warstwami chłopskimi. Ludność Meksyku protestowała przeciw silnej pozycji Kościoła, wpływom obcego kapitału (w dużej części amerykańskiego i brytyjskiego). Na liczebności zyskiwała klasa robotnicza, wśród której silne poparcie zyskał anarchosyndykalizm. Wzrastała świadomość polityczna społeczeństwa i niezadowolenie z dyktatury.
W 1910 roku odbyć się miały pokazowe wybory prezydenckie, w których Díaz spodziewał się być jak zwykle jedynym kandydatem. Zlekceważył rosnące niezadowolenie i odrzucił apele umiarkowanej opozycji o odsunięcie od władzy niepopularnego wiceprezydenta Ramóna Corral. W rezultacie swą kontrkandydaturę zdecydował się wysunąć popularny pisarz polityczny i posiadacz ziemski Francisco Madero. Díaz w toku kampanii nakazał aresztowanie konkurenta, a wybory sfałszowano. Po ogłoszeniu reelekcji prezydenta, rząd za wstawiennictwem zamożnej rodziny Madery, zgodził się zwolnić go z więzienia za kaucją. Madero zbiegł na terytorium Stanów Zjednoczonych i wydał manifest znany jako Plan de San Luis, w którym ogłosił się tymczasowym prezydentem Meksyku, obiecał radykalną liberalizację systemu politycznego i wezwał społeczeństwo do powszechnego powstania przeciwko Díazowi, którego początek wyznaczył na 20 listopada.

## Przebieg
Początkowym celem rewolucji było obalenie reżimu Porfirio Díaza, który po pięciu miesiącach walk skapitulował podpisując umowę w Ciudad Juárez i opuścił kraj udając się na emigrację do Francji. Prezydenturę objął znajdujący się u szczytu popularności Madero, ale bardzo szybko okazało się, że oczekiwania poszczególnych grup społecznych są sprzeczne i rozpoczął się kilkuletni okres walk o władzę, która przechodzić będzie w toku rewolucji z rąk do rąk. Krajem, jedynie teoretycznie w całości, rządzili kolejno: Francisco Madero, Victoriano Huerta i Venustiano Carranza.
Po obaleniu Díaza władzę przejął Francisco Madero, cieszący się poparciem chłopskich liderów Francisca Villi z północy i Emiliana Zapaty na południu. Hasłem nowych rewolucyjnych władz było „Tierra y Libertad”, czyli ziemia i wolność. Pierwsza część hasła odwoływała się do wywłaszczenia potężnych właścicieli hacjend. Szczególnym przeciwnikiem systemu latyfundiów był Emiliano Zapata, który żądał od rządu Madero szybszej reformy rolnej. Przed rewolucją 97% gruntów ornych było w posiadaniu 1000 rodzin, kościoła i obcokrajowców. Chłopi posiadali jedynie 2% ziemi a pozostały 1% należał do gminy. Prezydent Madero był zwolennikiem liberalnej demokracji i reformatorem, nie mógł jednak zgodzić się na żądania chłopskich liderów ze względu na kompromis zawarty ze zwolennikami obalonego Díaza. Widząc kolejne próby negocjacji rządu z lojalistami obalonego reżimu i zwlekaniem z reformami, Zapata wycofał poparcie dla Madery i przejął władzę nad stanem Morelos.
W odpowiedzi na bunt w stanie Morelos zagraniczne przedsiębiorstwa domagały się przywrócenia kontroli nad zajętym przez rebeliantów regionem, a ponadto dążyły do odzyskania pozycji, jaką gwarantował im reżim Díaza (między innymi zwolnienie z podatków). Henry Lane Wilson, przedstawiciel rządu USA, namówił generała Victoriana Huertę do zamordowania prezydenta Madero i siłowego przejęcia władzy w kraju. Huerta, jako stronnik obalonego reżimu, dążył do odtworzenia starego systemu. W marcu 1913 roku bohaterowie rewolucji skierowanej przeciwko Díazowi – Venustiano Carranza, Álvaro Obregón i Francisco Villa – ponownie zjednoczyli się przeciwko nowemu dyktatorowi. Nowy reżim upadł w 1914 roku, rewolucjoniści nie porozumieli się jednak i walki wybuchły na nowo.
Siły Villi i Zapaty zjednoczyły się przeciwko konstytucjonalistom Carranzie i Obregonowi i w 1914 roku zajęły miasto Meksyk. Dzięki przyjęciu strategii i taktyki zastosowanej w czasie wojny w Europie konstytucjonaliści pokonali siły Villi. Villa w odpowiedzi razem z resztkami wiernych sił atakował tereny przygraniczne Stanów Zjednoczonych, dążąc do amerykańskiej interwencji w Meksyku. Wojska amerykańskie wkroczyły na tereny Meksyku w poszukiwaniu Villi, wycofały się dopiero po przegranych starciach z oddziałami Carranzy.
Po pokonaniu sił Villi władzę w kraju objął Carranza, w 1917 roku w życie weszła nowa liberalna ustawa zasadnicza. Siły Zapaty nie zostały jednak pokonane. W 1919 roku wojska Carranzy zastrzeliły Zapatę podczas spotkania. Carranza nie utrzymał się długo przy władzy, podobnie jak Madero nie przeprowadził szybkich reform. W rezultacie władzę przejął Obregón, a Carranza został zastrzelony w trakcie próby ucieczki.

### Interwencja zbrojna Stanów Zjednoczonych
Zaniepokojone przebiegiem rewolucji Stany Zjednoczone zdecydowały o podjęciu interwencji zbrojnej w Meksyku. Pod pretekstem odpowiedzi na aresztowanie przez żandarmerię meksykańską grupy pijanych amerykańskich marynarzy, armia USA w kwietniu 1914 dokonała desantu w rejonie Veracruz i opanowała miasto po dwudniowych walkach. Wywołało to falę protestów w całym kraju. W listopadzie tego samego roku Amerykanie, zaskoczeni jednością wrogich sobie wzajemnie stronnictw rewolucji w potępieniu interwencji, wycofali się z terytorium Meksyku.

## Rewolucja meksykańska w kulturze
W filmie
- Dramat historyczny z 1952 pt. Viva Zapata! w reżyserii Elii Kazana[8].
- Western z 1955 pt. Skarby Pancho Villi w reżyserii Georga Shermana[9].
- Western z 1966 pt. Kula dla generała w reżyserii Damiano Damianiego[10].
- Western z 1968 pt. Jedzie Villa w reżyserii Buzza Kulika[11].
- Western z 1969 pt. Dzika banda w reżyserii Sama Peckinpaha
- Western z 1971 pt. Garść dynamitu w reżyserii Sergio Leone[12].
- Western z 1972 pt. Pancho Villa w reżyserii Eugenio Martína[13].
- Dramat z 2003 pt. Pancho Villa we własnej osobie w reżyserii Bruce Beresforda[14].